# 尼科洛魮
尼科洛魮（学名：Barbus niokoloensis）為輻鰭魚綱鯉形目鯉科的其中一個種。被IUCN列為次級保育類動物，分布於非洲甘比亞、幾內亞及幾內亞比索，本魚觸鬚長而且延伸到鰓蓋，體黃白色，魚鰭沒有顏色。體側不規則的斑點形成在側線上深色的縱向條紋。稚魚的臀鰭基底常具有黑斑，背鰭軟條11枚；臀鰭軟條8枚，體長可達4.7公分。

## 扩展阅读
維基物種上的相關：尼科洛魮